# آناستازیا هاتفرد
آناستازیا هاتفرد (گرجی: ანასტასია გოტფრიდი؛ زادهٔ ۲۵ آوریل ۱۹۹۶) وزنه‌بردار اهل گرجستان است.
وی در مسابقات کشوری و بین‌المللی در مجموع برندهٔ ۳ مدال طلا شده‌است.